# Кузьминська волость (Уманський повіт)
Кузьминська волость — історична адміністративно-територіальна одиниця Уманського повіту Київської губернії з центром у селі Кузьмина Гребля.
Станом на 1886 рік складалася з 10 поселень, 9 сільських громад. Населення — 9771 особа (4785 чоловічої статі та 4986 — жіночої), 1271 дворових господарств.
|                     | Площа, десятин | У тому числі орної, дес. |
| ------------------- | -------------- | ------------------------ |
| Сільських громад    | 7156           | 4494                     |
| Приватної власності | 9704           | 7389                     |
| Іншої власності     | 455            | 333                      |
| Загалом             | 17315          | 12216                    |

Основні поселення волості:
- Кузьмина Гребля — колишнє власницьке та державне село при річці Синиця за 18 верст від повітового міста, 1611 осіб, 228 дворів, православна церква, школа, постоялий будинок, 2 водяних млини, винокурний завод.
- Заячківка — колишнє власницьке село при джерелах, 969 осіб, 147 дворів, православна церква, школа, постоялий будинок, водяний млин.
- Кожухівка — колишнє власницьке село при річці Удич, 545 осіб, 88 дворів, православна церква, школа, постоялий будинок.
- Осітна — колишнє власницьке село при річці Синиця, 1023 особи, 139 дворів, православна церква, школа, постоялий будинок, 2 водяних млини.
- Погоріле — колишнє власницьке село при струмкові, 871 особа, 105 дворів, православна церква, школа, 2 постоялих будинки, паровий млин, винокурний завод.
- Синиця — колишнє власницьке село при річці Синиця, 1478 осіб, 204 двори, православна церква, школа, постоялий будинок, цегельний завод.
- Томашівка — колишнє власницьке село при річці Ятрань, 914 осіб, 124 двори, православна церква, лікарня, 2 постоялих будинки.
- Ухожа — колишнє власницьке село при річці Удич, 594 особи, 114 дворів, православна церква.
- Шельпахівка — колишнє власницьке село при річці Удич, 644 особи, 121 двір, православна церква, школа, постоялий будинок, водяний млин, цегельний і винокурний завод.

Старшинами волості були:
- 1909—1910 роках — Петро Васильович Кобринюк[2],[3];
- 1912 року — Трохим Климович Романюк[4];
- 1913—1915 року — Андрій Іванович Линюк[5],[6].